# Horndal
Horndal är en tätort i By socken i Avesta kommun i Dalarnas län. Horndal ligger cirka 20 km nordöst om Avesta.  Horndal, som ligger vid sjön Rossen, är en före detta bruksort uppbyggd kring det numera nedlagda järnverket. Pendling sker idag främst till Avesta och Hofors.
Ortnamnet (1367 widhir Hornædal) innehåller ett ånamn *Horna 'ån med horn' och dal.

## Historia

### Horndals bruk
Huvudartikel: Horndals bruk

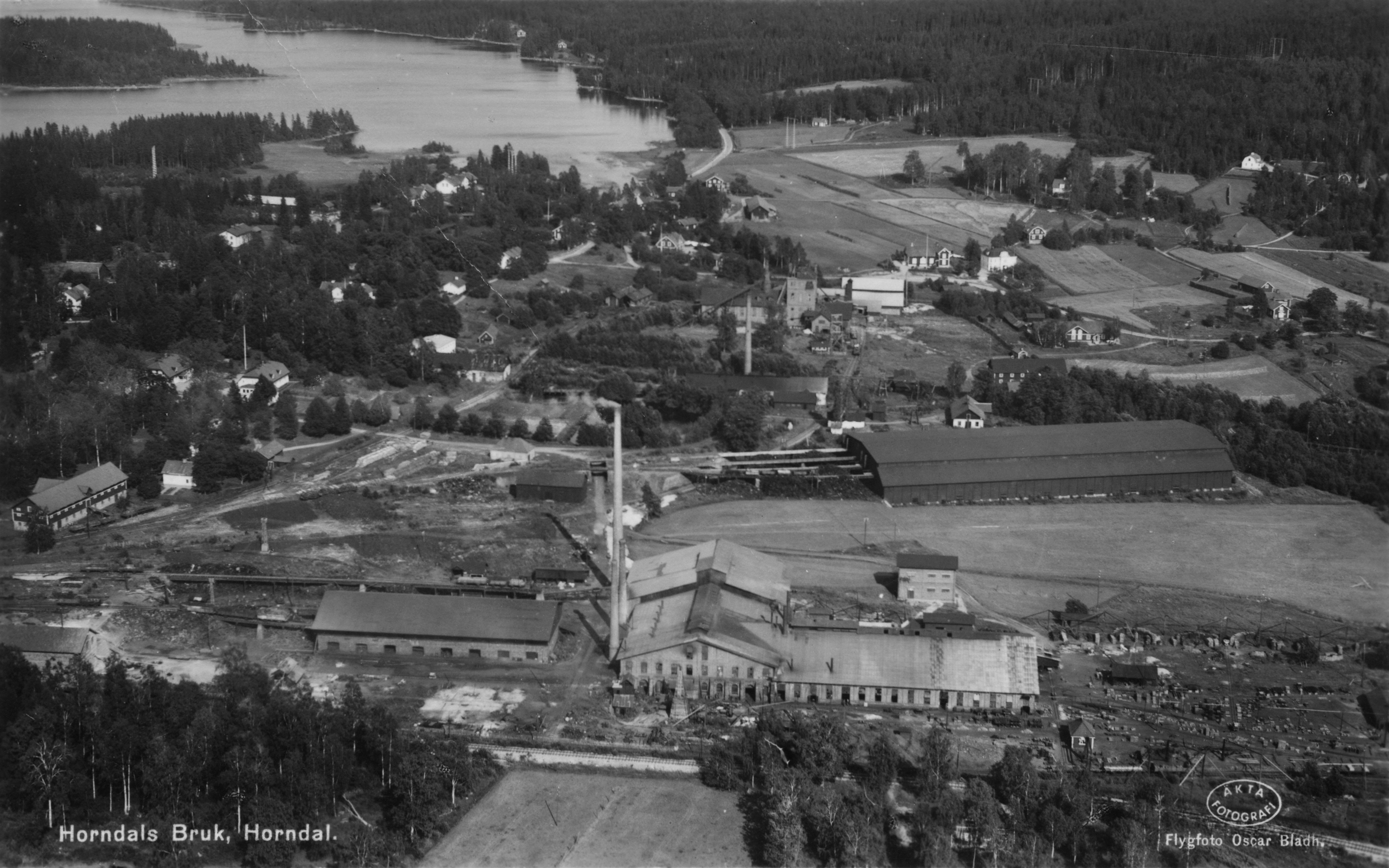
Horndals bruk

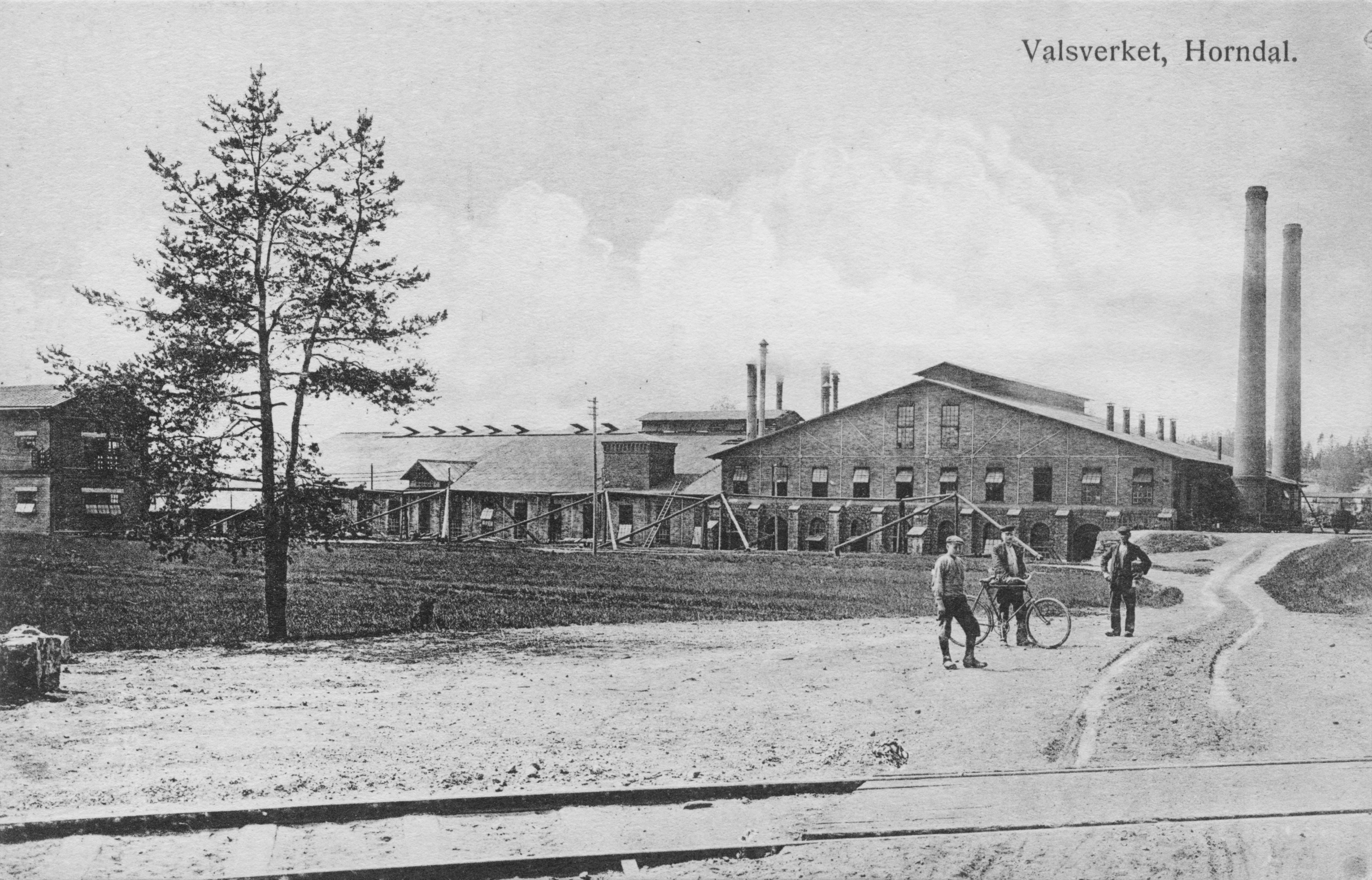
Valsverket och martinverket omkring 1915.

En hammare i Horndal finns upptagen i 1591 års skattelängd. Ytterligare en hammare ska ha anlagts 1631, och i bergmästarberättelsen från 1644 upptas även en hytta i Horndal. Järnbrukets officiella anläggningsår är dock 1650. Det året fick Isak Kock (senare adlad Cronström) tillstånd att anlägga en hammare intill de äldre som ägdes av bergsmän. Två år senare fick bruket sina privilegier. Strax därefter köpte Isak Kock bergsmanshamrarna och anmodade bergsmännen att avbryta sin produktion. Vid denna tid nedlades troligen också hyttan. Istället uppfördes Valla masugn, som låg strax norr om sjön Rossen. Den privilegierades samma år som Horndals bruk.
Under 1690-talet bestod bruket av hamrar med fyra härdar. På en detaljerad karta från 1760–61 över Horndals bruksområde finns två hamrar, en järnbod, två kolhus, en verkstad, två dammar samt två dammvallar utsatta. År 1859 byttes de två tyskhärdarna vid ”nedre hammaren” ut med och ersattes med en lancashirehärd och en räckhärd. 1861 köpte grosshandlaren Joseph Michaeli och brukspatronen Filip Bergendal Horndals bruk. Samma år byggdes lancashiresmedjan ut med ytterligare två härdar. Nu började en expansiv period i Horndals historia; 1872 bildades Horndals Jernverks AB och 1875 kom järnvägen (Norra stambanan) till orten. Efter att den gamla hyttan i Valla brunnit ned 1885 byggdes en ny i Horndal. Lacashiresmedjan, som hade byggts ut i flera omgångar, var 1886 Sveriges största i sitt slag med 15 stycken härdar. Lancashiresmidet vid Horndal nedlades 1942. Vid Näs bruk, som ligger inom samma socken, hade i början av 1880-talet ett tråd- och finvalsverk tagits i drift. Detta kompletterades 1898 med en kraftstation för att förse industrin i Horndal med elektricitet. 1896 gjordes en större investering vid Horndals bruk. Ett martinverk med två martinugnar, göt-, grov- och mediumvalsverk anlades då. 1919 tillkom en ny 29 tons martinugn. 
Från 1927 kom Horndals bruk att ingå Fagerstakoncernen. Under andra världskriget kom man med mycket små investeringar ändå att öka produktionen flera år i rad. Detta fenomen kom att få namnet Horndalseffekten. 1953 togs ett nytt finvalsverk i drift för produktion av handelsstål. Hyttan lades ned 1945 och 1965 nedlades även mediumvalsverket. Åren 1972–1979 arrenderade Boxholms AB Horndals bruk. 1978 inleddes en definitiv nedläggning av järnverket, som då bestod av fin-, och götvalsverk samt martinverk. Den sista juni 1979 var verksamheten helt avvecklad, och i dess spår kom arbetslösheten. Idag har dock nya företag etablerat sig på de gamla bruksområdet som tillsammans sysselsätter ca 90 anställda.

### Elektrifiering av järnvägen
Norra stambanan (idag Godsstråket genom Bergslagen) elektrifierades i mitten av 1930-talet och togs i bruk 28 november 1935 på delen Krylbo–Bollnäs. I samband med detta byggdes ett ställverk och transformatorstation vid Horndal till den 36 mil långa ledningen Krångede–Horndal. Från Horndal byggdes ledningar vidare söderut och mot Mälardalen (Stockholm). Krångedeledningen var landets första för 220 kV. Tjänstebostäder byggdes 1936-1953, vilka såldes till privatpersoner 1997–2002. Fastigheterna bildar i dag Horndalsbyn, med en samfällighetsförening.

## Befolkningsutveckling
| Befolkningsutvecklingen i Horndal 1960–2020 | Befolkningsutvecklingen i Horndal 1960–2020 | Befolkningsutvecklingen i Horndal 1960–2020 | Befolkningsutvecklingen i Horndal 1960–2020 | Befolkningsutvecklingen i Horndal 1960–2020 |
| ------------------------------------------- | ------------------------------------------- | ------------------------------------------- | ------------------------------------------- | ------------------------------------------- |
|                                             |                                             |                                             |                                             |                                             |
| År                                          |                                             |                                             | Folkmängd                                   | Areal (ha)                                  |
| 1960                                        | 1960                                        |                                             | 2 179                                       |                                             |
| 1965                                        | 1965                                        |                                             | 2 079                                       |                                             |
| 1970                                        | 1970                                        |                                             | 1 987                                       |                                             |
| 1975                                        | 1975                                        |                                             | 1 817                                       |                                             |
| 1980                                        | 1980                                        |                                             | 1 670                                       |                                             |
| 1990                                        | 1990                                        |                                             | 1 468                                       | 340                                         |
| 1995                                        | 1995                                        |                                             | 1 383                                       | 340                                         |
| 2000                                        | 2000                                        |                                             | 1 239                                       | 340                                         |
| 2005                                        | 2005                                        |                                             | 1 127                                       | 340                                         |
| 2010                                        | 2010                                        |                                             | 1 114                                       | 337                                         |
| 2015                                        | 2015                                        |                                             | 1 120                                       | 268                                         |
| 2020                                        | 2020                                        |                                             | 1 074                                       | 255                                         |
|                                             |                                             |                                             |                                             |                                             |

## Sevärdheter och byggnader

### Horndals bruk

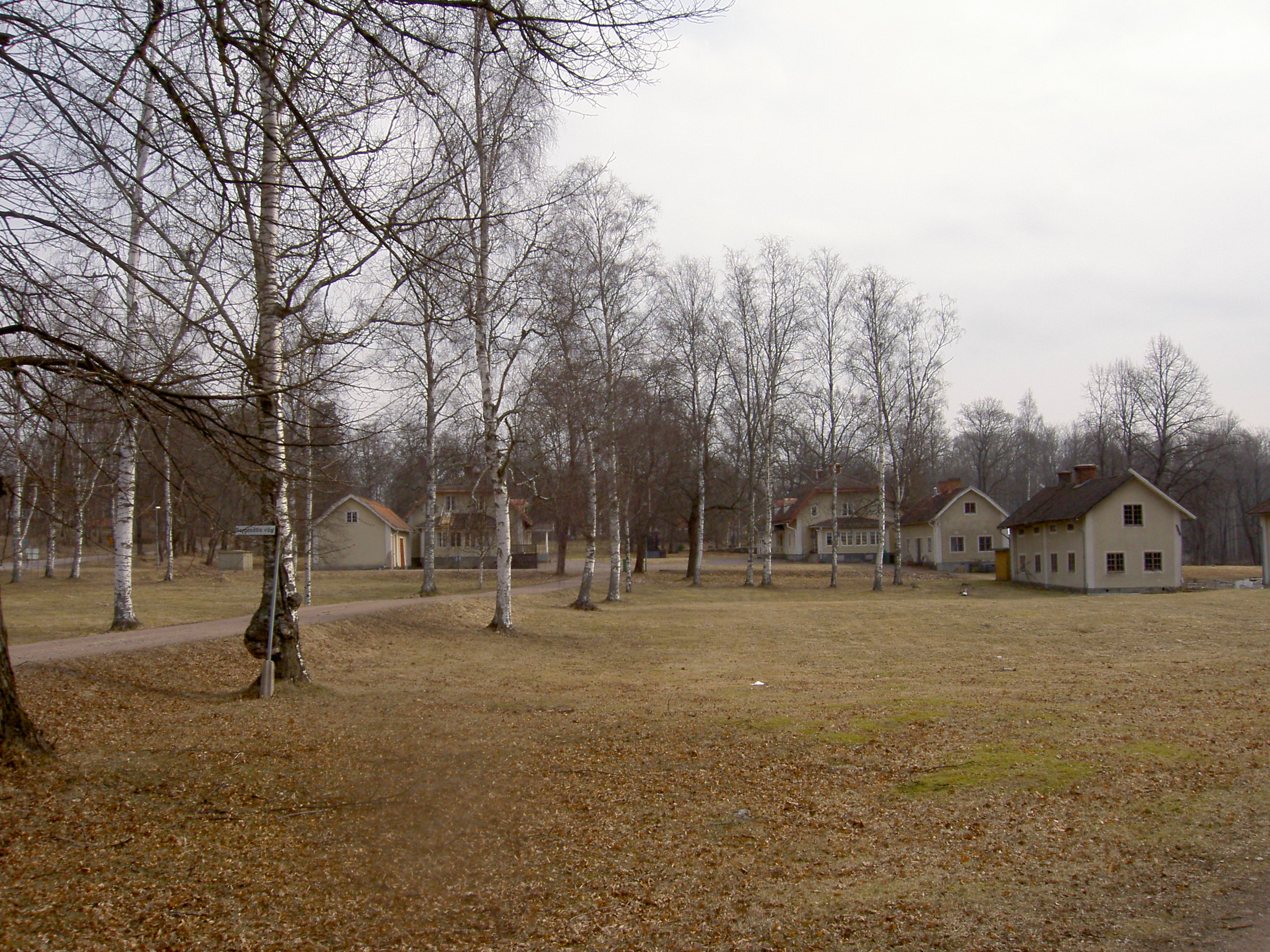
Bruksparken

Horndals bruk är idag en välbevarad bruksmiljö med flera intressanta byggnader. 
Parken kring brukskontoret (troligen uppförd före år 1700), bruksmässen (uppförd 1877, innehåller idag bl.a. ett bruksmuseum) och förvaltarbostaden övertogs 1995 av Föreningen Horndals Brukspark och sköts ideellt. Själva parken anlades troligen i samband med att herrgården stod färdig år 1776.
Av bevarade industribyggnader märks framför allt ruinen efter den 1942 nedlagda lancashiresmedjan. Denna mycket märkliga lämning har fortfarande kvar mycket av sin utrustning. Lämningar finns också efter räckhammarsmedjan samt flera kolhus. Valsverket är bevarat, liksom bl.a. ett stenkolsmagasin, en klensmedja, ett dolomithus av slaggsten samt en modellbod i trä. Martinstålverket revs efter nedläggningen. Av hyttan och det intilliggande sintringsverket finns inga synliga lämningar kvar.

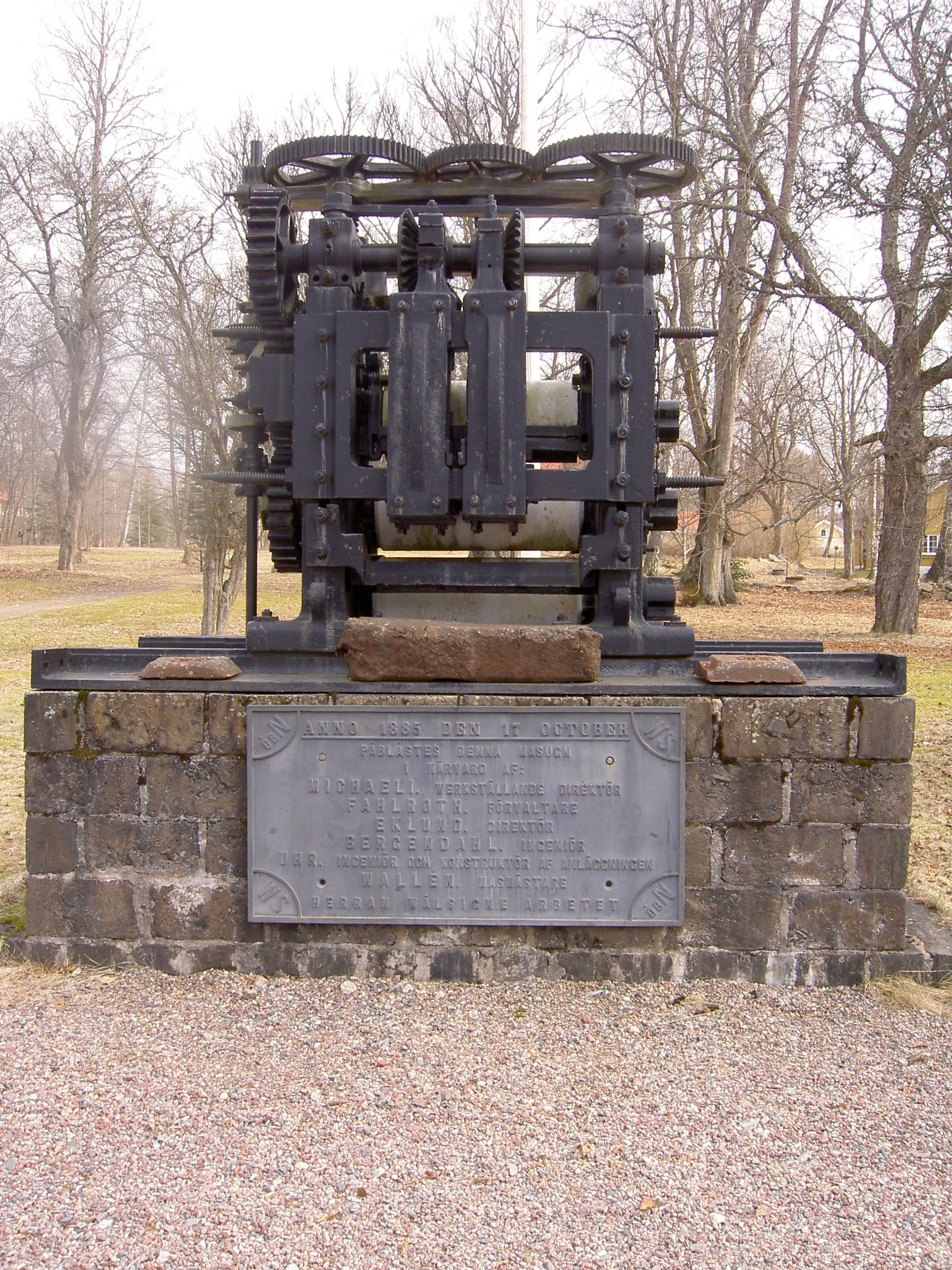
Universalvalsverk från det gamla järnbruket
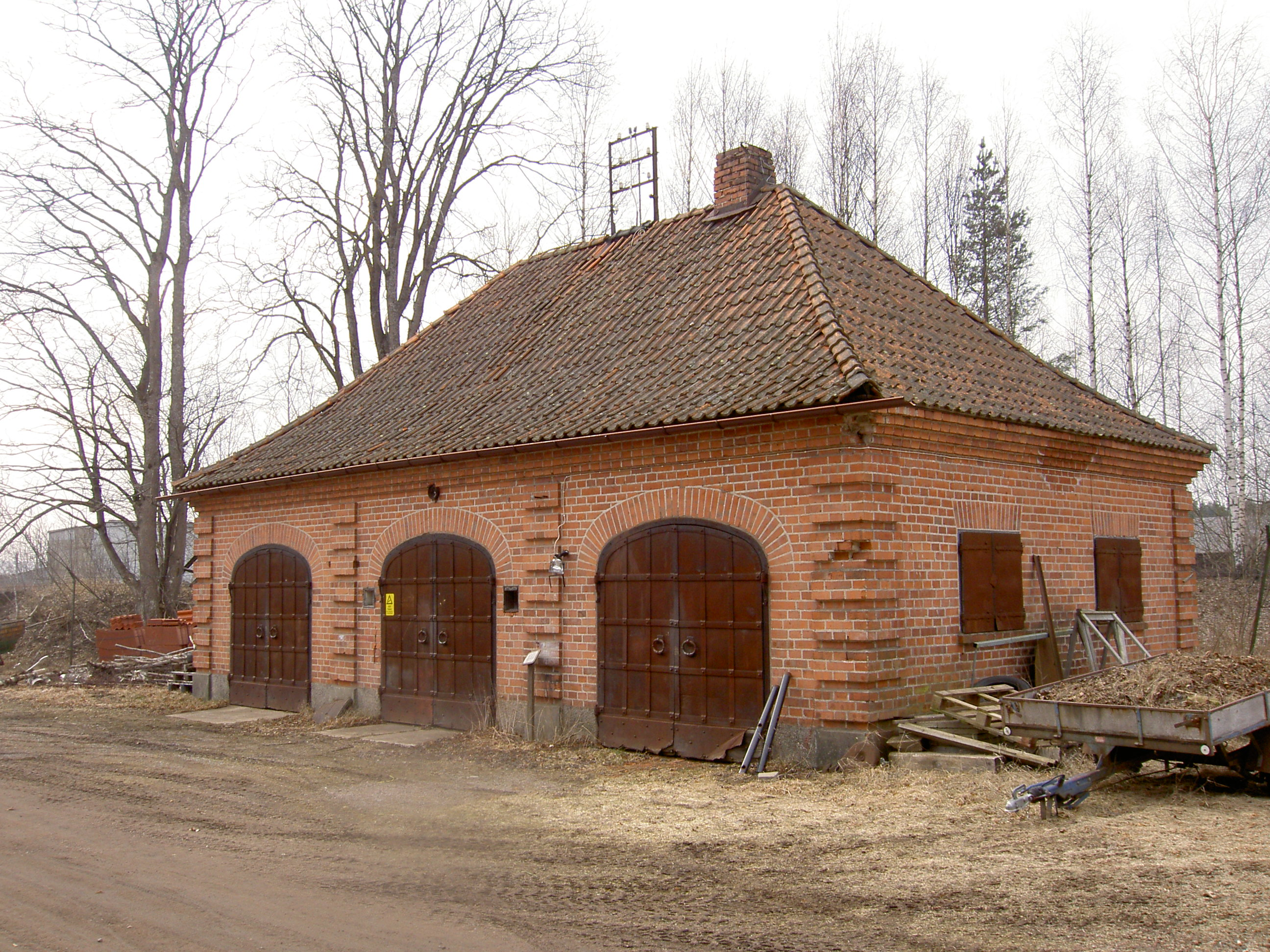
Horndals gamla brandstation
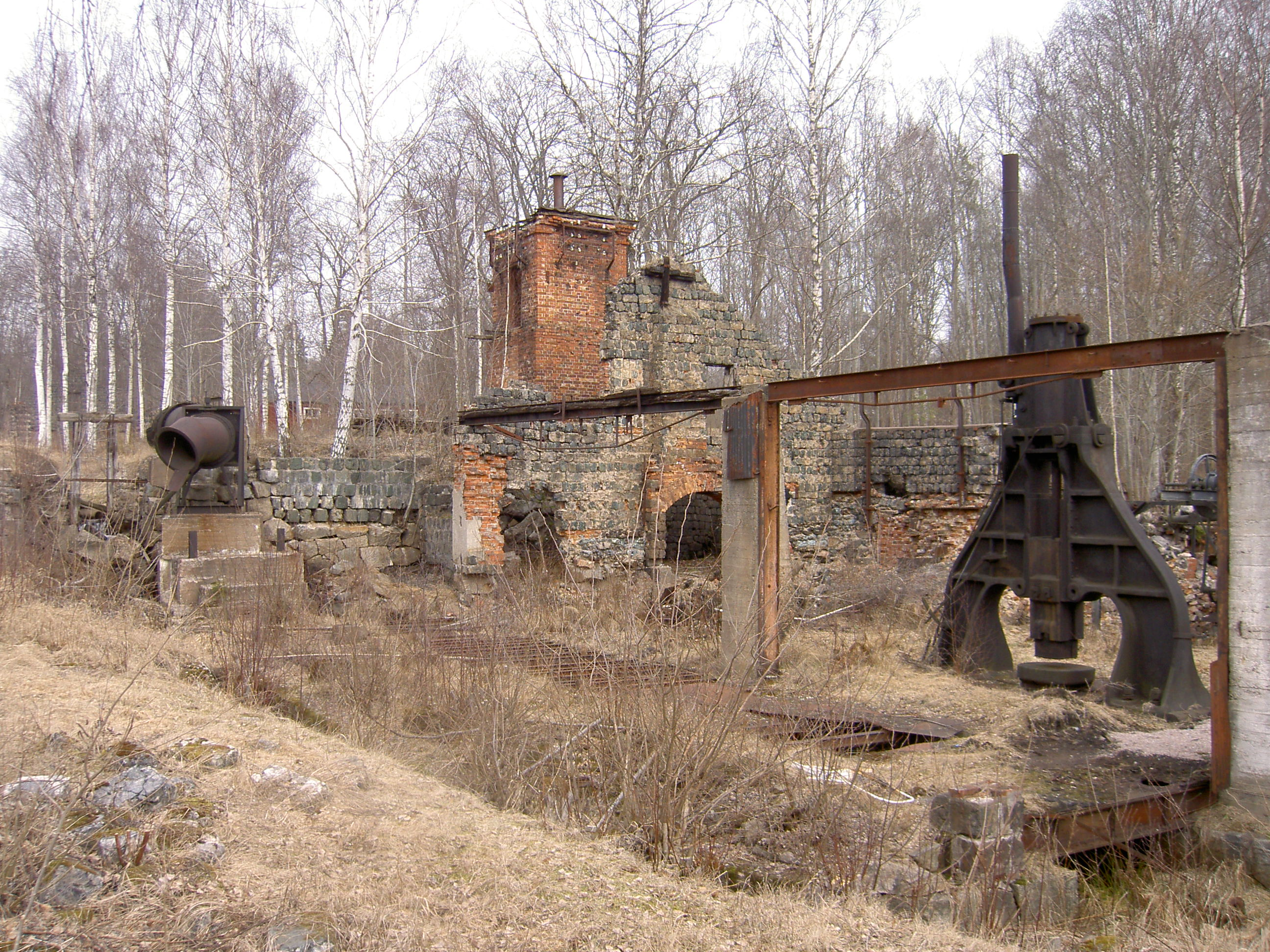
Ruinerna efter lancashiresmedjan i gamla delen av Horndals bruk. Ånghammare till höger.
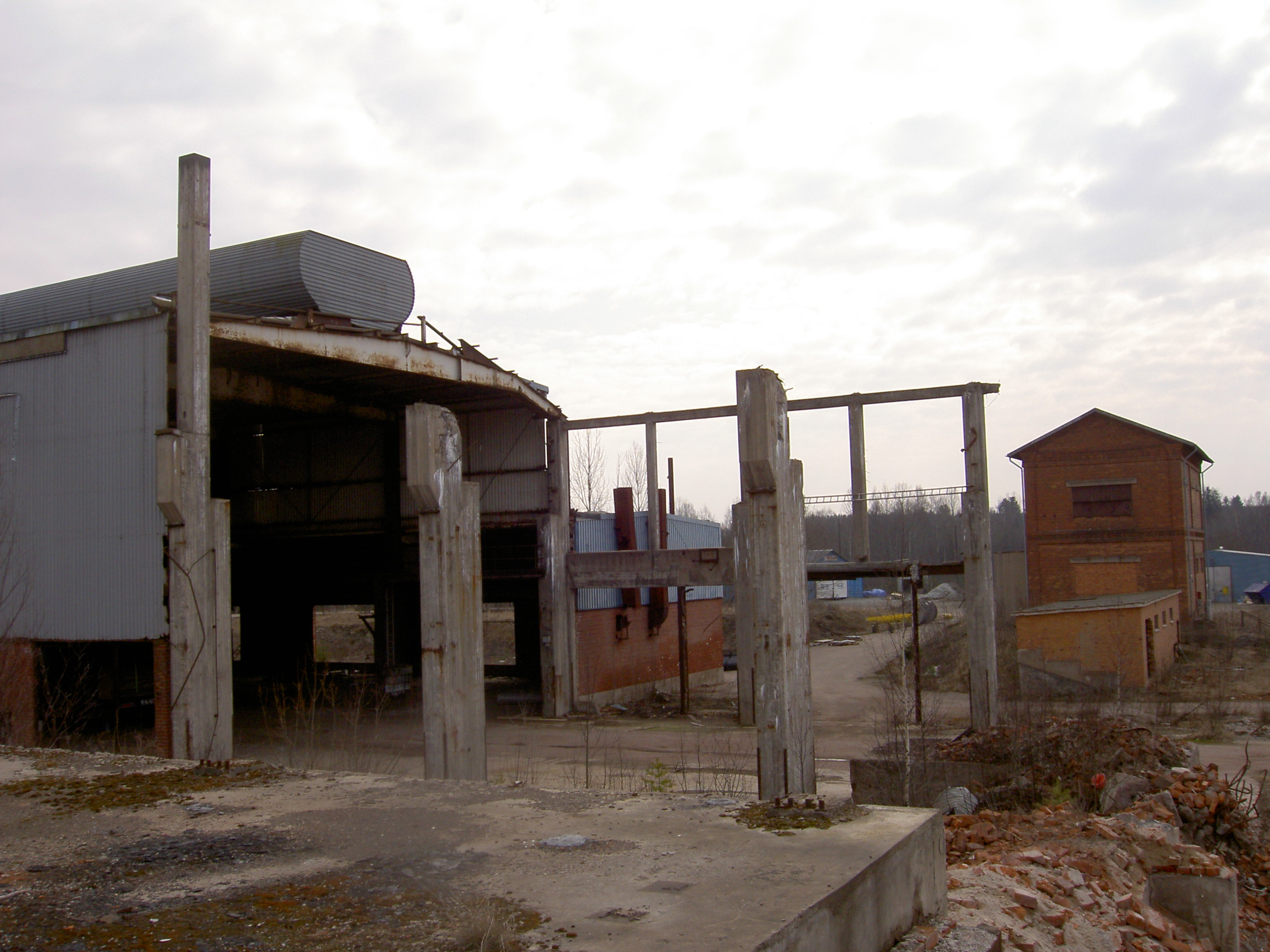
Horndals bruk, "nya" delen

Ett antal äldre arbetarbostäder finns även kvar, liksom komministergården (uppförd 1914). Horndals äldsta byggnad är den så kallade Lusbostugan, vilken ligger intill Horndals brukspark. Förre USA-ambassadören (1982–1985) Franklin S. Forsbergs far växte upp i stugan. Generallöjtnant Sven-Olof Olson har engagerat sig i stugans restaurering och själva restaureringen har utförts av ortsbor.

### Kyrkan

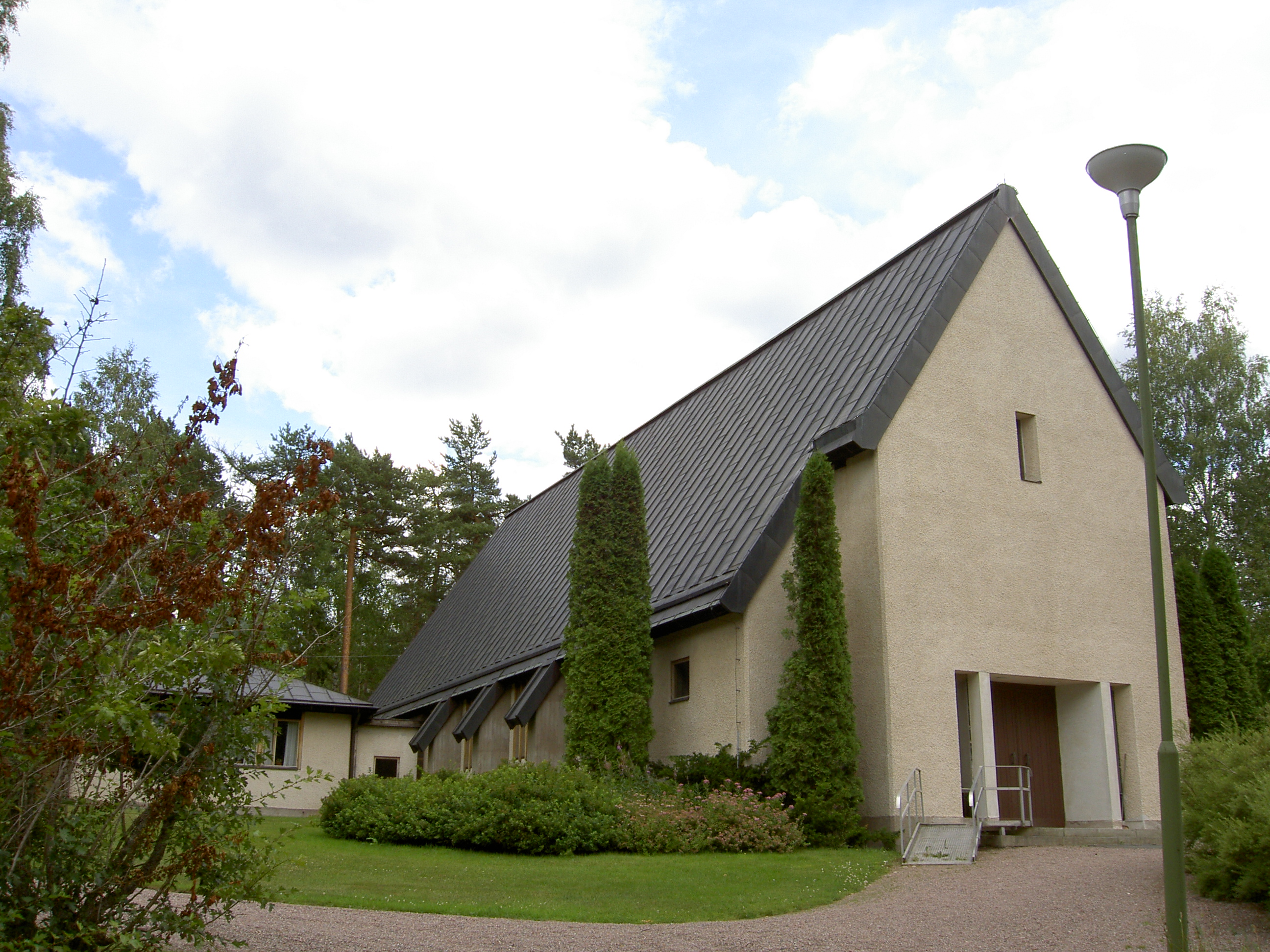
Horndals kyrka

Horndals kyrka, en tornlös tegelkyrka, byggdes 1958.

### Svänghjulet

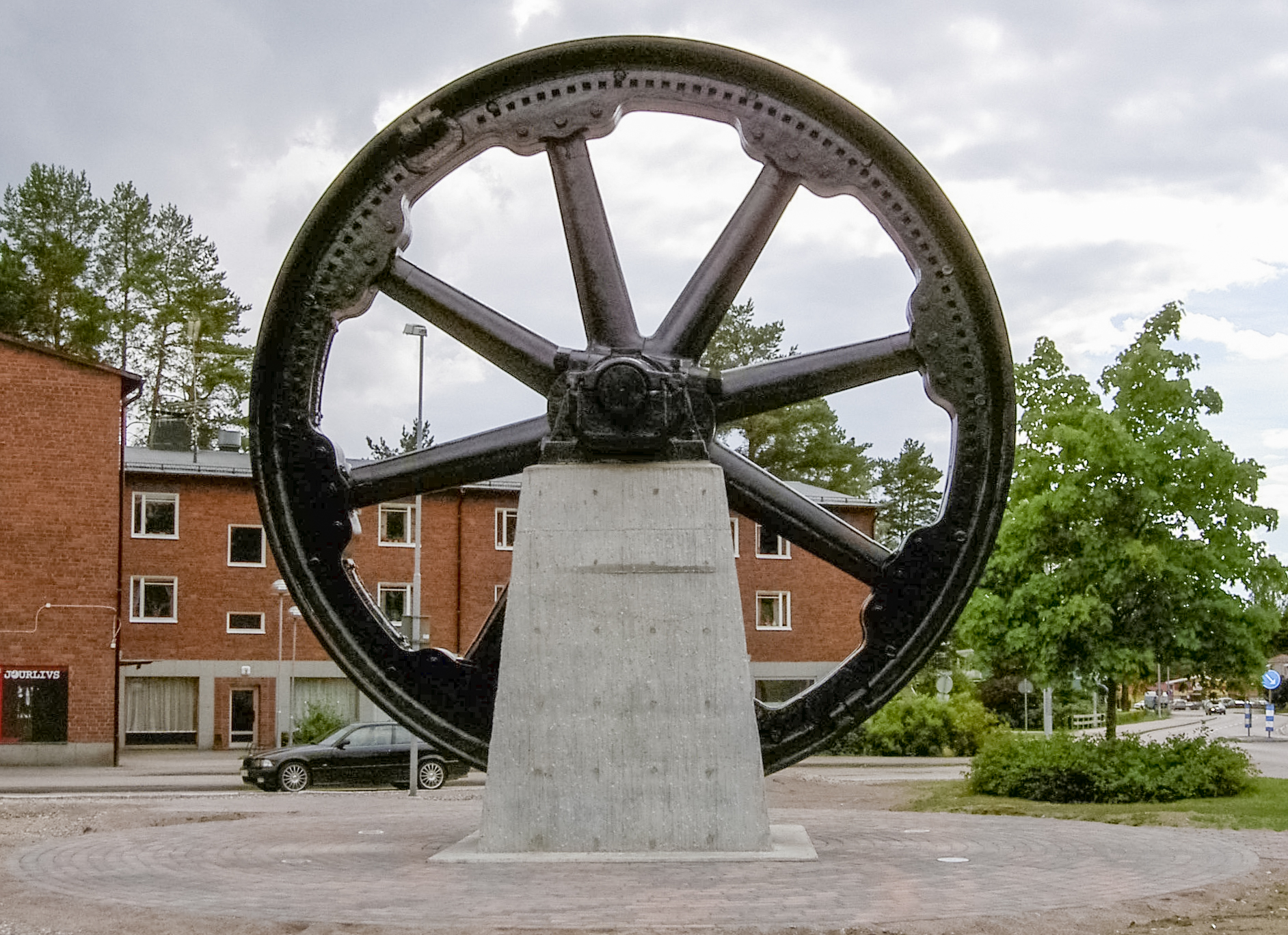
Svänghjulet i Horndal

Ett 70 ton tungt svänghjul från gamla bruksområdet flyttades i juni 2008 till centrala Horndal utmed riksväg 68. Minnesmärket invigdes 2 augusti 2008.

### Johan-Olovskolan
Johan-Olovskolan är F-9 skola med fritidshem som har kultur som profilering. Skolan är lokalmässigt integrerad med Kulturforum som har teater med plats för cirka 200 personer, bibliotek, badhus med simhall och fullstor idrottshall. Johan-Olovskolan bär Johan-Olov Johanssons (1874-1955) namn och vårdar minnet av bygdens författare och fackföreningsledare. Rektor är Mikael Isaksson.

## Geografi
Vid Horndal finns sjöarna Lumsen och Rossen samt åarna Lumsenån och Årängsån.

## Kultur
Sedan 2005 delar man i Horndal ut priset Årets Horndalsbo till en person som på ett välförtjänt sätt bidragit till ortens och bygdens fortlevnad. Valet sker genom röstning där varje ortsbo får avlägga sin röst på den man tycker förtjänar titeln. En arbetsgrupp bestående av representanter från idrottslivet, den lokala handeln samt Lions går sedan igenom röstsedlarna och avgör därefter vem som vinner. Själva utdelningen sker i slutet av året, under julskyltningen.

### Årets Horndalsbo genom åren
- 2005: Torsten Söderberg
- 2006: Karin Norgren
- 2007: Stig Stjärnesund
- 2008: Sten Hårdbåge
- 2009: Göte Norstedt
- 2010: Britt-Marie Nord
- 2011: Gunilla Erkhagen
- 2012: Bror Nilsson
- 2013: Börje Birgersson
- 2014: MajLis Eklund
- 2015: Bengt Söderqvist
- 2016: Irene Nygren
- 2017: Magnus Sjöström
- 2018: Samuel Viklund
- 2019: Tommie Hildman
- 2020: Ingen utdelning
- 2021: Henrik Norgren
- 2022: Olov Söderkvist
- 2023: Björn Lexén